# モーテル (映画)
『モーテル』（Vacancy）は、2007年のアメリカ合衆国のホラースリラー映画。監督はニムロッド・アーントル、出演はルーク・ウィルソンとケイト・ベッキンセイルなど。続編となる殺人モーテルの誕生を描いた『モーテル2』が2008年に公開されている。

## 概要
ハンガリー育ちのアメリカ人であるニムロッド・アーントルが、ハリウッド進出第1弾として監督した映画である。人気俳優のルーク・ウィルソンとケイト・ベッキンセイル、フランク・ホエーリー、イーサン・エンブリーらが出演。脚本を担当したマーク・L・スミスは、8年間を本作の構想に費やしており、ヒッチコック映画などから多くのオマージュを感じさせられる。
当初、妻のエイミー役にはサラ・ジェシカ・パーカーが起用される予定だったが、彼女の代わりにケイト・ベッキンセイルが演じることになった経緯がある。

## ストーリー
ある晩、渋滞の高速道路を避けて暗い夜道を進んでいたデビッド・フォックスは、アライグマを避けるために車をスリップさせてしまう。同乗する妻エイミーの文句を聞きながら車を発進させると、間もなくエンジンから異音が聞こえてきた。車の不調を察したデビッドは道沿いのガソリンスタンドに車を停め、帰宅寸前だった従業員の自動車修理工に応急処置を施してもらうが、再び車を走らせるとエンジンはすぐに停止してしまう。携帯電話も圏外で使えず、2人が徒歩で戻ったガソリンスタンドは既に無人だった。エイミーは車に戻り朝を待つ事を提案するが、デビッドは隣にあるモーテルに向かっていく。
モーテルの従業員メイソンから「朝に出勤する自動車修理工を待つしかない」と聞かされた2人は、モーテルで1泊することを決める。鍵を渡された“ハネムーン・スイート”の部屋が酷く汚れている様子に溜息を吐いていると、備え付けの電話に無言電話が掛かってきたり、隣の3号室と繋がるドアが乱暴にノックされ始めた。メイソンに相談すると「客は夫妻しかいない。忍び込んだ酔っ払いの仕業だ」と返され、対処することを約束させる。デビッドは部屋に戻ってテレビを点けるが、どのチャンネルも映らなかったためビデオデッキの上にあるデビオテープを再生してみると、それは男女が残虐に殺される様子を映した物だった。気味悪がって目をそむけるエイミーに対し、違和感を覚えたデビッドが映像を観察していると、映像の撮影場所が自分達のいる“ハネムーン・スイート”であることに気付く。映像のアングルをヒントに部屋を調べてみれば、2つある排気口の両方にカメラが仕掛けられていた。
事態を把握した2人が恐怖していると、何者かが部屋のドアをこじ開けようとしてくる。メイソンも映像の関係者だと察した2人は逃げ出すことを決意するが、モーテルから離れようとしたところにマスクを被った男が2人現れ、部屋に逆戻りとなってしまう。デビッドは男達の隙を付いて外の公衆電話から警察に助けを求めるが、応答したのはメイソンだった。マスク男に追い立てられ部屋に逃げ帰ったデビッドは、部屋の鏡を割ってナイフを拵え、エイミーと身を寄せて襲撃に備える。
その後、ビデオの映像を再確認し、バスルームの床下に隠し通路を発見した2人は、モーテルのフロント奥にある事務所に行き着く。しかし、警察に電話を掛けたところでメイソン達がやってきたため隠し通路に戻り、横道から売店に出ると隠し通路を塞いで息を潜める。すると、外では警官が通報によりモーテルの確認にやって来ており、再生されたままになっていたビデオを見たことでモーテルの危険性に気付いていた。警官が連中の仲間ではないと気付いた2人は売店を出て合流するが、乗り込んだパトカーのエンジンや無線は無力化されており、確認のため外に出た警官は殺されてしまう。
モーテルの1号室に駆け込んだ2人は、部屋の窓からの脱出を偽装した上で天井裏にエイミーが隠れ、デビッドがフロントにある銃を確保しに向かうことになる。しかし、部屋を出ようとしたデビッドは腹部を刺されて倒れ込み、すぐに動かなくなってしまった。エイミーはなんとか見つからずに澄んだが、息を潜めている内に眠ってしまう。
差し込んでくる朝日で目を覚ましたエイミーは部屋から脱出し、少し離れた場所に停めてあった車に乗り込んで発進させるが、彼女に気付いたマスク男の1人が車の上からサンルーフを蹴破って妨害してくる。蛇行する車はモーテルに向かって走り、もう1人のマスク男を轢いて壁と激突した。車の上のマスク男は死亡しており、車と壁に挟まれ苦しむマスク男も間もなく絶命する。
エイミーは事務所やフロントの電話から助けを求めようとするが、メイソンが電話線を抜いていたため繋がらない。考えを変えて壁に飾られた拳銃に手を伸ばすと、背後にメイソンが現れてエイミーに襲い掛かってきた。エイミーは抵抗するも敵わず組み伏せられるが、隙を付いてメイソンを蹴飛ばすと床に落ちていた拳銃を手に取り、彼を射殺する。
倒れたデビッドの傍にエイミーが駆け寄ると、デビッドはまだ死んでいなかった。エイミーは急いで事務所の電話線を繋ぎなおし、改めて警察に助けを求める。

## キャスト
※括弧内は日本語吹き替え
デビッド・フォックス
演 - ルーク・ウィルソン（宮本充）
自宅に向けて車を走らせる男性。事故で息子を亡くしており、妻のエイミーとは喧嘩続きで離婚が決まっている。
エイミー・フォックス
演 - ケイト・ベッキンセイル（田中敦子）
デビッドの妻。デビッドには文句や反対意見を言いつつも、最終的に彼の判断に従って行動する。
メイソン
演 - フランク・ホエーリー（田原アルノ）
モーテル“パインウッド”の従業員。フォックス夫妻に“ハネムーン・スイート”である4号室の鍵を渡す。
自動車修理工
演 - イーサン・エンブリー（志村知幸）
ガソリンスタンドの従業員。
殺人鬼
演 - スコット・G・アンダーソン（小松史法）
マスクを被った男。同様にマスクを被った仲間が1人おり、2人でモーテルの客を襲う。

## 評価
Rotten Tomatoesによれば、122件の評論のうち高評価は55%にあたる67件で、平均点は10点満点中5.5点、批評家の一致した見解は「『モーテル』の抑制されたゴア描写（残虐シーン）は称賛に値するが、登場人物の薄っぺらさやB級映画の陳腐さは称賛するほどのものではない。」となっている。
Metacriticによれば、27件の評論のうち、高評価は14件、賛否混在は10件、低評価は3件で、平均点は100点満点中54点となっている。

## 続編
続編である『モーテル2』は本作の前日譚的な物語となっており、舞台となるモーテルや登場人物も一新されている。